# پنتومینیوم
پنتومینیوم (به انگلیسی: Pentominium) یک آسمان‌خراش فرابلند است که در حال حاضر در حال ساخت در دوبی، امارات متحده عربی است. هنگام کامل شدن ارتفاع آن به ۵۱۶ متر (۱٬۶۹۳ فوت) با ۱۲۲ طبقه بالای زمین خواهد رسید. ۴۰۰ میلیون دلار صرف ساخت این بنا توسط کمپانی ساخت و ساز عربی شده‌است.
در ۲۳ ژوئیه ۲۰۰۹ شروع به ساخت این بنا شده‌است و در سال ۲۰۱۳ به پایان خواهد رسید. هنگام کامل شدن دومین برج بلند دوبی بعد از برج خلیفه و از بلندترین برج‌های جهان خواهد بود.